# Cosmopterix ebriola
Cosmopterix ebriola là một loài bướm đêm thuộc họ Cosmopterigidae. Nó được tìm thấy ở Hoa Kỳ (from miền bắc Florida và miền nam Mississippi tới miền trung Florida và South Carolina) và Cayman Islands (Grand Cayman).
Con trưởng thành được sưu tập từ tháng 3 đến tháng 5 và tháng 7.